# Shaquem Griffin
Shaquem Alphonso Griffin (St. Petersburg, 20 luglio 1995) è un ex giocatore di football americano statunitense che ha militato nel ruolo di linebacker nella National Football League (NFL). È il fratello gemello del cornerback dei Jacksonville Jaguars Shaquill Griffin. I due avevano già giocato insieme al college alla University of Central Florida. A causa di un’amputazione a una mano, Shaquem Griffin ha ricevuto un notevole interesse da parte dei media prima del Draft NFL 2018. Fu scelto nel corso del quinto giro (141º assoluto) dai Seattle Seahawks il 28 aprile, 2018, riunendosi con Shaquill.

## Primi anni
Shaquem Griffin è figlio di Tangie e Terry Griffin È nato con la sindrome della banda amniotica nella mano sinistra, che non ha permesso il pieno sviluppo delle dita della mano. All'età di quattro anni, la madre lo trovò in cucina che tentava di tagliarsi le dita con un coltello da macellaio per il dolore. I suoi genitori programmarono l'amputazione per la settimana successiva. Tuttavia, Griffin fu in grado di continuare a praticare sport senza l'arto sinistro, in particolare l'atletica leggera, il baseball e il football assieme al fratello.

## Carriera universitaria
A Shaquem e al fratello Shaquill furono offerte borse di studio per giocare a football alla University of Central Florida (UCF) dall'allora allenatore George O'Leary, con Shaquill che rifiutò offerte da altre squadre, inclusi i Miami Hurricanes, per realizzare il suo sogno di giocare con Shaquem. Griffin trascorse tutta la carriera nel college football giocando a UCF, totalizzando 17 sack e 30 tackle for a loss. Giocate degne di nota includono un intercetto contro i Temple Owls e un fumble ritornato in touchdown contro gli Austin Peay Governors, entrambi durante la stagione 2017.

## Carriera professionistica

### Seattle Seahawks

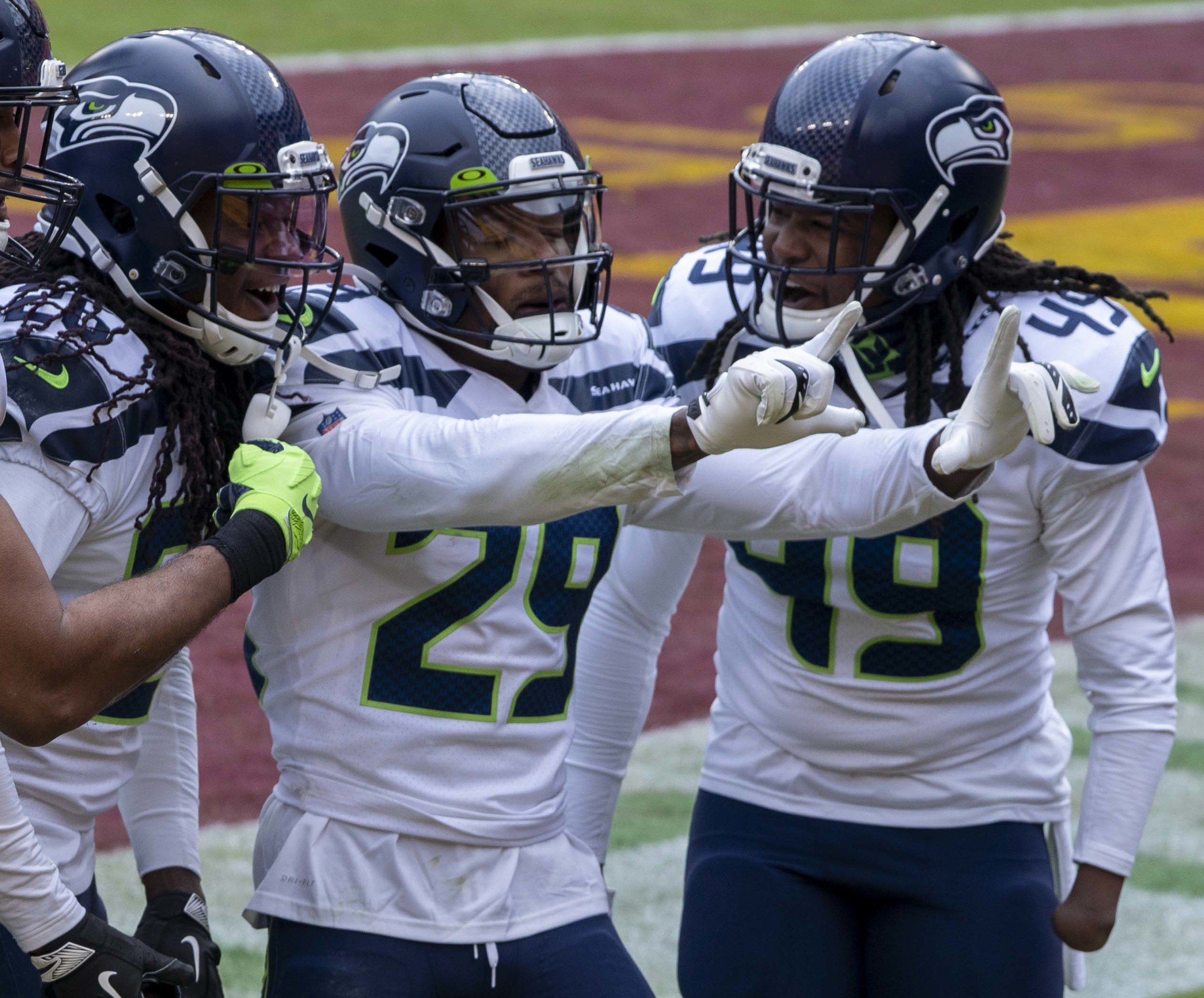
Shaquem Griffin (destra) e il fratello (sinistra) festeggiano un intercetto con D.J. Reed durante una gara del 2020 al FedExField

Griffin fu scelto nel corso del quinto giro (141º assoluto) del Draft NFL 2018 dai Seattle Seahawks. Debuttò come professionista partendo come titolare al posto dell'infortunato K.J. Wright nel primo turno contro i Denver Broncos mettendo a segno 2 tackle. Quella fu l'unica gara come partente della sua stagione da rookie, terminata con 11 placcaggi in 16 partite.
Nei playoff 2019 Griffin mise a segno un sack su Aaron Rodgers, il primo in carriera, nella sconfitta di Seattle per 28-23.

### Miami Dolphins
Il 25 luglio 2021 Griffin firmò con i Miami Dolphins. Il 24 agosto 2022 annunciò il proprio ritiro all'età di 27 anni.